# Xylotrechus reginae
Xylotrechus reginae är en skalbaggsart som beskrevs av Aurivillius 1893. Xylotrechus reginae ingår i släktet Xylotrechus och familjen långhorningar. Inga underarter finns listade i Catalogue of Life.